# Tropaeolum cochabambae
Tropaeolum cochabambae är en krasseväxtart som beskrevs av Franz Georg Philipp Buchenau. Tropaeolum cochabambae ingår i släktet krassar, och familjen krasseväxter. Inga underarter finns listade i Catalogue of Life.